# یریشو
شهر یریشو در ایالت زاکسن-آنهالت در کشور آلمان واقع شده‌است.